# 12981 Tracicase
12981 Tracicase è un asteroide della fascia principale. Scoperto nel 1978, presenta un'orbita caratterizzata da un semiasse maggiore pari a 2,9728809 au e da un'eccentricità di 0,0735036, inclinata di 4,04442° rispetto all'eclittica.